# Carol Prusa
Carol Prusa (nascida em 8 de outubro de 1956) é uma artista visual multidisciplinar americana e professora emérita de Desenho e Pintura na Florida Atlantic University.
Em 2024, ela foi indicada ao Florida Prize in Contemporary Art from the Orlando Museum of Art.

## Infância e Educação
Carol Prusa era estudante de ciências quando decidiu fazer aulas de desenho. Formou-se em ilustração médica pela University of Illinois. Posteriormente, cursou um mestrado em Pintura e Desenho pela Drake University.
Após a formatura, Prusa assumiu o cargo de professora assistente de arte na  Iowa State University em 1986, onde trabalhou por dezoito anos. Mudou-se para Flórida Sul em 1999 para uma vaga de professor titular na Florida Atlantic University.